# María Carolina de Austria (1821-1844)
María Carolina de Austria (en alemán, Maria Karoline von Österreich; Milán, 6 de febrero de 1821-Viena, 23 de enero de 1844) fue una archiduquesa austríaca de la Casa de Habsburgo-Lorena, muerta en su juventud.

## Biografía
Fue la primera de los hijos del matrimonio formado por el archiduque Raniero José de Austria y la princesa Isabel de Saboya-Carignano. 
Nació en el Palacio Real de Milán, donde vivían sus padres, al ser su padre virrey del reino lombardo-véneto. El 13 de febrero fue bautizada en el mismo lugar de su nacimiento por el arzobispo de Milán, el conde Gaisruck. Fue su madrina su tía, la emperatriz Carolina Augusta. Le fueron impuestos los nombres de María Carolina Augusta Isabel Margarita Dorotea.
En 1843 su tío materno, el rey Carlos Alberto de Cerdeña sugirió el matrimonio de María Carolina con el joven príncipe Eugenio de Saboya. Eugenio era miembro de una rama menor de los Saboya y desde 1834 había sido designado para recrear la línea secundogénita de los Saboya-Cariñano, extinguida en 1831 con la subida del entonces príncipe de Cariñano, Carlos Alberto, al trono de Cerdeña.
Murió en Viena el 23 de enero de 1844, siendo la segunda de sus hermanos en morir, cinco años después de su hermano, Maximiliano. Como era habitual en los archiduques, su cuerpo fue enterrado en la cripta del convento de los capuchinos de Viena. Su corazón fue enterrado en la capilla Habsbúrgica de la Iglesia de San Fidel de Milán.

## Títulos, órdenes y empleos

### Títulos
| ● 6 de febrero de 1821-23 de enero de 1844: | Su alteza imperial y real la archiduquesa María Carolina de Austria, princesa real de Hungría y Bohemia |

### Órdenes
- Dama de primera clase de la Orden de la Cruz Estrellada.[7][1] ( Imperio austríaco)